# Phyllotis darwini
Phyllotis darwini är en däggdjursart som först beskrevs av Waterhouse 1837.  Phyllotis darwini ingår i släktet storörade möss och familjen hamsterartade gnagare. Inga underarter finns listade i Catalogue of Life.

## Utseende
Vuxna exemplar är 10,7 till 14,0 cm långa (huvud och bål), har en 10,5 till 14,5 cm lång svans, 2,1 till 3,1 cm långa bakfötter och 2,1 till 3,2cm stora öron. Med en genomsnittlig vikt av 53 g är hanar tyngre än honor som väger cirka 43 g. Vikten varierar beroende på årstid och de tyngsta individerna förekommer under vintern. Pälsen har på ovansidan en brun färg som blir ljusare fram mot kroppssidorna och undersidan är täckt av krämfärgad till vit päls. Några individer har en gulbrun strimma över bröstet. Öronen är hos Phyllotis darwini svartbruna, fötterna är vita och svansen är tydlig uppdelad i en mörk ovansida samt en ljus undersida. I samma utbredningsområde lever även Phyllotis xanthopygus. Denna art är ljusare med mindre brun i ovansidans päls och med fler hår på öronen.

## Utbredning
Arten förekommer i centrala Chile i Andernas låga delar och vid havet. Utbredningsområdets högsta delar ligger 2000 meter över havet. Habitatet utgörs av mer eller mindre öppna landskap med buskar (matorral). Dessutom besöks halvtorra regioner med taggiga växter, områden med glest fördelad växtlighet invid öknar eller på bergstoppar samt öppna skogar med träd av brödgranssläktet (Araucaria).

## Ekologi
Phyllotis darwini är nattaktiv och den vistas främst på marken. Den äter huvudsakligen frön och blad samt andra gröna växtdelar. I några regioner kompletteras födan med svampar och insekter.
Fortplantningen är begränsad till våren (från september) och sommaren (till januari/februari). Honor väljer allmänt de största hanarna men strider mellan hanar förekommer likaså. Ibland har striderna djupa sår eller döden av en motståndare som följd. Det genomsnittliga antalet ungar per kull är 4,2 till 5,2. Vid varje fortplantningstid har en hona 2 eller 3 kullar. Honor når sin maximala vikt efter ungefär 100 dagar och därför antas att de blir snabbare könsmogna än hanar. Hanar är efter cirka 200 dagar full utvecklade.
Populationen kan öka kraftig efter regnfall. Under en studie ökade antalet exemplar per hektar från 10 till 230 i samband med El Niño.

## Status
För beståndet är inga hot kända och i regionen inrättades flera skyddszoner. IUCN kategoriserar arten globalt som livskraftig.

## Bildgalleri

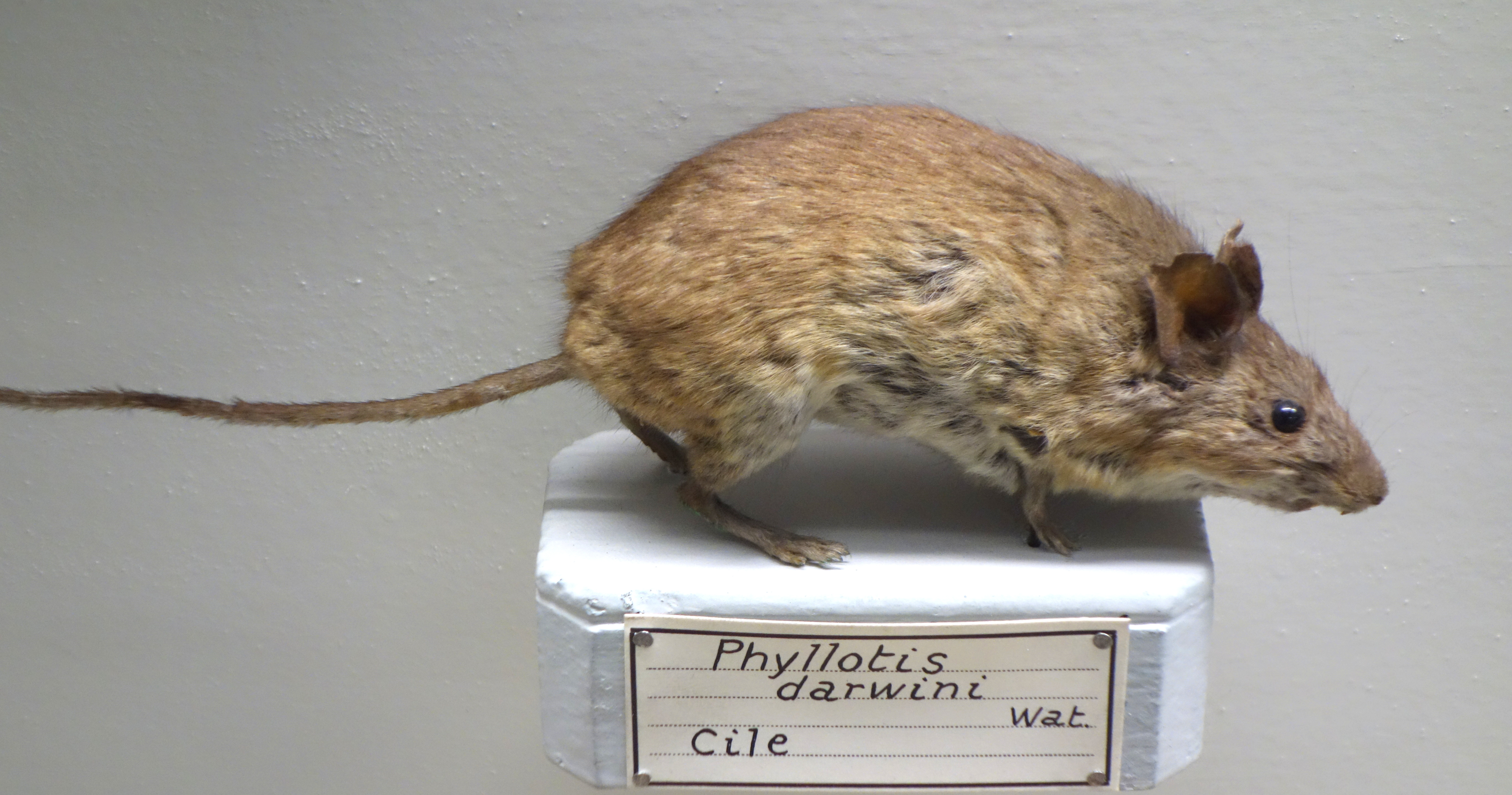